# Cuinchy
Cuinchy est une commune française située dans le département du Pas-de-Calais en région Hauts-de-France. Ses habitants sont appelés les Cuinchynois.
La commune fait partie de la communauté d'agglomération de Béthune-Bruay, Artois-Lys Romane qui regroupe 100 communes et compte 275 327 habitants en 2021.

## Géographie

### Localisation
Localisée dans l'est du département du Pas-de-Calais, Cuinchy est une commune traversée par le canal d'Aire et située, à vol d'oiseau, à 8 km à l'est de la commune de Béthune (chef-lieu d'arrondissement).
Le territoire de la commune est limitrophe de ceux de sept communes.
Les communes limitrophes sont  Annequin, Beuvry, Cambrin, Festubert, Givenchy-lès-la-Bassée, Vermelles et Violaines.

### Géologie et relief
La superficie de la commune est de 4,15 km2 ; son altitude varie de 19  à   35 m.

### Hydrographie
Le territoire de la commune est situé dans le bassin Artois-Picardie.
Il est traversé par cinq cours d'eau ou canaux :
- le canal d'Aire, canal et chenal navigable, d'une longueur de 39,29 km, qui prend sa source dans la commune de Bauvin et se jette dans le canal de Neufossé au niveau de la commune d'Aire-sur-la-Lys[4] ;

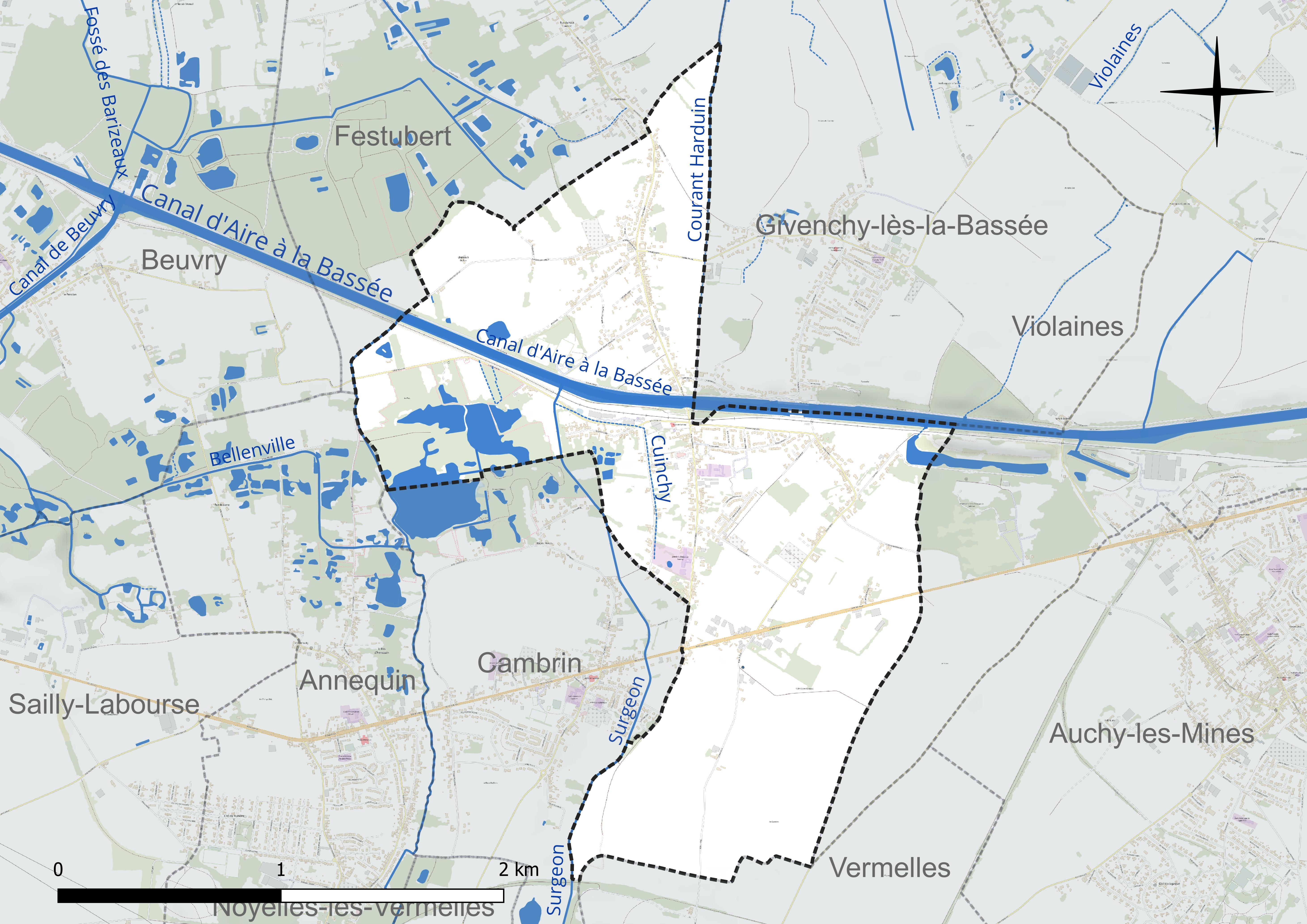
Réseau hydrographique de Cuinchy.

- le courant Harduin, d'une longueur de 16,1 km, qui prend sa source dans la commune et se jette dans la Lys au niveau de la commune de La Gorgue[5] ;
- le Surgeon, d'une longueur de 14 km, qui prend sa source dans la commune de Bouvigny-Boyeffles, et se jette dans le canal d'Aire[6] ;
- le ruisseau de la Fontaine de Bray, d'une longueur de 12 km, qui prend sa source dans la commune d'Hersin-Coupigny et se jette dans le canal d'Aire au niveau de la commune de Festubert[7] ;
- le Cuinchy, d'une longueur de 1,03 km, qui prend sa source dans la commune et se jette dans le Surgeon au niveau de la commune[8].

### Climat
Pour des articles plus généraux, voir Climat des Hauts-de-France et Climat du Pas-de-Calais.
En 2010, le climat de la commune est de type climat océanique dégradé des plaines du Centre et du Nord, selon une étude du CNRS s'appuyant sur une série de données couvrant la période 1971-2000. En 2020, Météo-France publie une typologie des climats de la France métropolitaine dans laquelle la commune est exposée à un climat océanique et est dans une zone de transition entre les régions climatiques « Nord-est du bassin Parisien » et « Côtes de la Manche orientale ».
Pour la période 1971-2000, la température annuelle moyenne est de 10,5 °C, avec une amplitude thermique annuelle de 14 °C. Le cumul annuel moyen de précipitations est de 750 mm, avec 12,3 jours de précipitations en janvier et 9,1 jours en juillet. Pour la période 1991-2020, la température moyenne annuelle observée sur la station météorologique la plus proche, située sur la commune de Lillers à 19 km à vol d'oiseau, est de 11,1 °C et le cumul annuel moyen de précipitations est de 731,5 mm,. Pour l'avenir, les paramètres climatiques de la commune estimés pour 2050 selon différents scénarios d'émission de gaz à effet de serre sont consultables sur un site dédié publié par Météo-France en novembre 2022.

### Milieux naturels et biodiversité

#### Espaces protégés et gérés
La protection réglementaire est le mode d’intervention le plus fort pour préserver des espaces naturels remarquables et leur biodiversité associée.
Dans ce cadre, la commune fait partie de trois espaces protégés :
- les marais de Cambrin, Annequin, Cuinchy et Festubert, réserve naturelle régionale (RNR) d'une superficie de 74 ha[16] ;
- la RNR des marais de Cambrin, Annequin, Cuinchy et Festubert, d'une superficie de 52,609 ha, parcelle acquise en maitrise foncière. Terrain acquis (ou assimilé) par le Conservatoire d'espaces naturels du Nord et du Pas-de-Calais[17] ;
- la RNR des marais de Cambrin, Annequin, Cuinchy et Festubert, d'une superficie de 23,689 ha, parcelle en maitrise d'usage. Terrain géré (location, convention de gestion) par le Conservatoire d'espaces naturels des Hauts-de-France[18].

#### Zone naturelle d'intérêt écologique, faunistique et floristique
L’inventaire des zones naturelles d'intérêt écologique, faunistique et floristique (ZNIEFF) a pour objectif de réaliser une couverture des zones les plus intéressantes sur le plan écologique, essentiellement dans la perspective d’améliorer la connaissance du patrimoine naturel national et de fournir aux différents décideurs un outil d’aide à la prise en compte de l’environnement dans l’aménagement du territoire.
Le territoire communal comprend une ZNIEFF de type 1 : le marais de Beuvry, Cuinchy et Festubert. Cet ensemble de marais se situe dans le bassin versant de la Lys en limite nord/ouest du bassin minier du Pas-de-Calais qui est une zone très industrialisée et peuplée dans laquelle peu de milieux naturels subsistent.

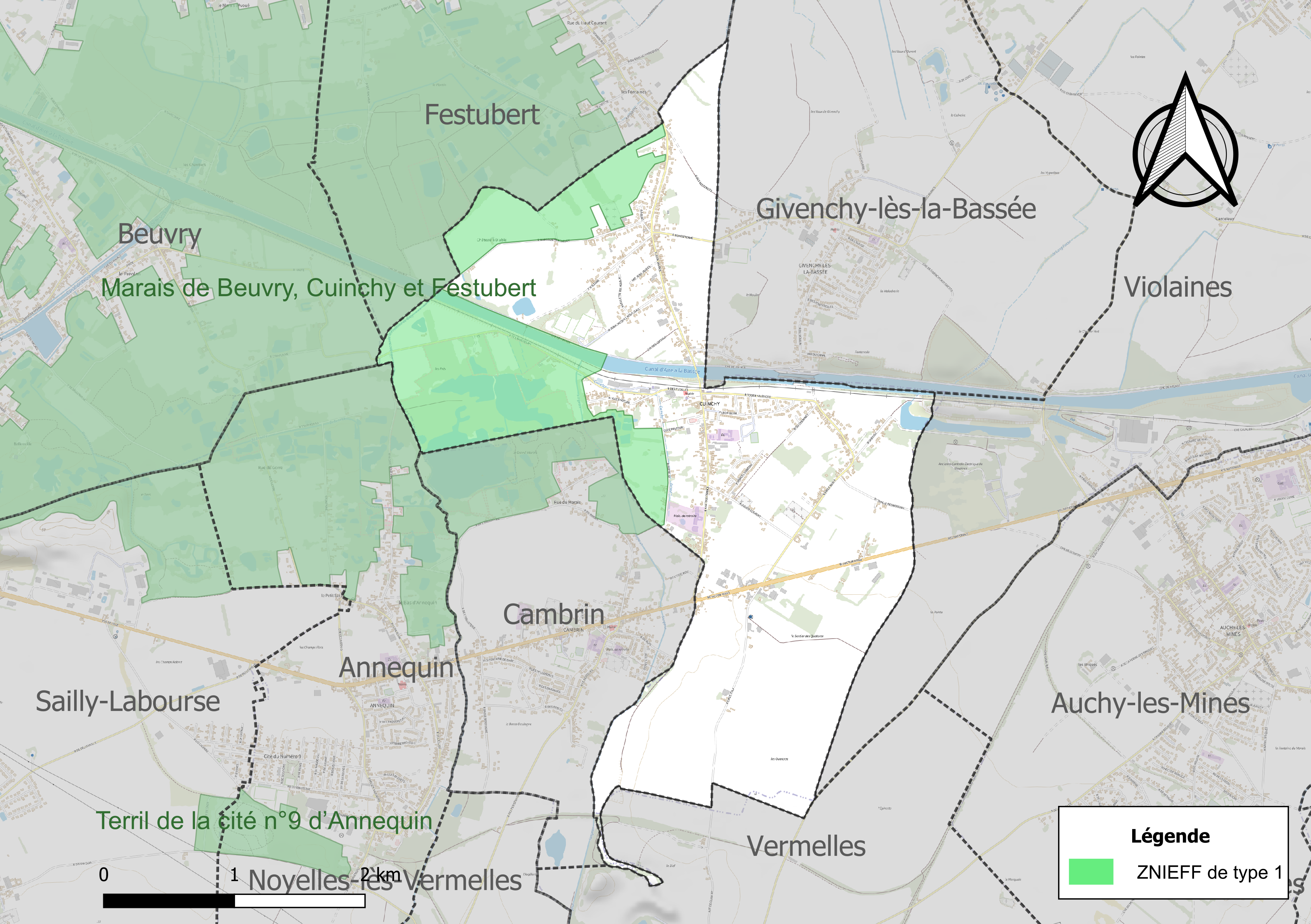
Carte de la ZNIEFF sur la commune.

## Urbanisme

### Typologie
Au 1er janvier 2024, Cuinchy est catégorisée ceinture urbaine, selon la nouvelle grille communale de densité à sept niveaux définie par l'Insee en 2022.
Elle appartient à l'unité urbaine de Béthune, une agglomération inter-départementale regroupant 94  communes, dont elle est une commune de la banlieue,,. Par ailleurs la commune fait partie de l'aire d'attraction de Lille (partie française), dont elle est une commune de la couronne,. Cette aire, qui regroupe 201 communes, est catégorisée dans les aires de 700 000 habitants ou plus (hors Paris),.

### Occupation des sols
L'occupation des sols de la commune, telle qu'elle ressort de la base de données européenne d’occupation biophysique des sols Corine Land Cover (CLC), est marquée par l'importance des territoires agricoles (67,4 % en 2018), en diminution par rapport à 1990 (70,1 %). La répartition détaillée en 2018 est la suivante : 
terres arables (67,3 %), zones urbanisées (21,6 %), forêts (5,9 %), zones humides intérieures (3,8 %), milieux à végétation arbustive et/ou herbacée (1,4 %), zones agricoles hétérogènes (0,1 %). L'évolution de l’occupation des sols de la commune et de ses infrastructures peut être observée sur les différentes représentations cartographiques du territoire : la carte de Cassini (XVIIIe siècle), la carte d'état-major (1820-1866) et les cartes ou photos aériennes de l'IGN pour la période actuelle (1950 à aujourd'hui).

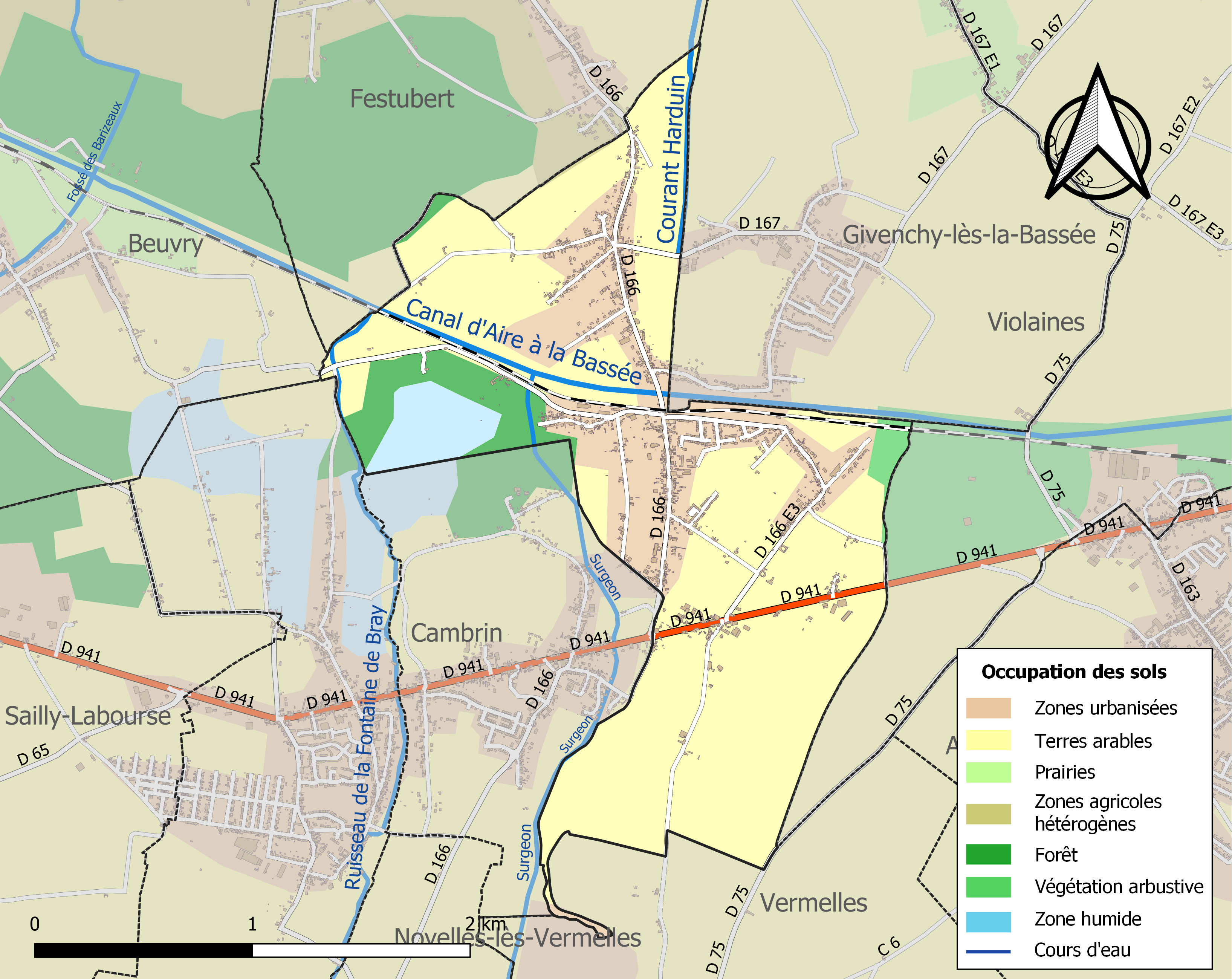
Carte des infrastructures et de l'occupation des sols de la commune en 2018 (CLC).

### Lieux-dits, hameaux et écarts
Le Bas-Cuinchy.

### Voies de communication et transports

#### Voies de communication
La commune est desservie par les routes départementales D 166, D 166 E3 et la D 341, appelée chaussée Brunehaut qui relie Sainte-Catherine et Saint-Martin-Boulogne.

#### Transports ferroviaire
La gare de Cuinchy est desservie par des trains régionaux TER Hauts-de-France, qui effectuent des missions entre les gares de Lille-Flandres et de Béthune.

## Toponymie
Le nom de la localité est attesté sous les formes Cuinchis en 1072 ; Quinciacum en 1150 ; Quinci en 1190 ; Quinchi en 1194 ; Cuenci en 1205 ; Coinchy au XIIIe siècle ; Kynchi en 1263 ; Quincy-vers-Béthune en 1312 ; Quinctus en 1320 ; Quinchy en 1326 ; Cunchi en 1429 ; Cunchy en 1469 ; Cuincy-lès-la-Bassée en 1529 ; Cuinci-lez-la-Bassée, dit en Béthune en 1739, Cuinchy en 1793 ; Cuinchy-lès-Bassées et Cuinchy depuis 1801.

## Histoire
Le nom de Cuinchy ou Cunchy est porté par des membres de la noblesse avant la Révolution française.

### Famille de Cunchy
- Étienne de Cunchy (Cuinchy) a été convoqué à une assemblée des grands du royaume sous Philippe Auguste[29].
- Jean de Cunchy était au service du duc de Bourgogne et a participé à une croisade[30].
- Un autre Jean de Cunchy est mort à la bataille d'Azincourt[30].
- Jean de Cuinchy, écuyer, seigneur de Libersart épouse au XVIIe siècle, Gérardine de Tenremonde, (famille de Tenremonde), dame de Mérignies. Ils ont une fille unique Marguerite de Cuinchy morte sans postérité. Mérignies retourne aux Tenremonde[31].
- Antoine François Philippe de Cunchy (Cuinchy), seigneur de Fleury, ci-devant capitaine au régiment de la marine, bénéficie en juillet 1766 de lettres données à Versailles lui accordant la chevalerie héréditaire, avec permission de décorer ses armes d'une couronne de marquis. Il descend d'une famille d'Artois connue depuis le XIIe siècle. Le bénéficiaire a quatre fils actuellement au service sous les armes[30].
- Gérard François Joseph de Cunchy, frère d'Antoine François Philippe, chevalier de Saint-Louis, a également été capitaine au régiment de la marine et s'est retiré après vingt-huit ans de service à cause de ses infirmités
- Philippe François Marie Joseph de Cunchy bénéficie en septembre 1779 de lettres données à Versailles lui accordant le tire de comte sans affectation à une terre en particulier, lui laissant le choix de la possession à laquelle attribuer ce titre de comte. Il est ancien capitaine commandant au régiment de la Marine, et actuellement major au régiment provincial d'artillerie de Besançon, chevalier de Saint- Louis, membre du corps de la noblesse d'Artois. Il a servi tant dans la dernière guerre qu'en Corse. Sa famille est connue depuis le XIIe siècle. Il se déclare chevalier, seigneur de Fleury, Tremblay, Calliemont, Cavigny, Robreuve en partie, La Cauchie, Brouay, etc. Il demeure ordinairement au château de Fleury[29].

### Première Guerre mondiale
La commune est décorée de la croix de guerre 1914-1918 par décret du 25 septembre 1920, distinction également attribuée à 276 autres communes du Pas-de-Calais.

## Politique et administration

### Découpage territorial
La commune se trouve dans l'arrondissement de Béthune du département du Pas-de-Calais, depuis 1801.

#### Commune et intercommunalités
La commune est membre de la communauté d'agglomération de Béthune-Bruay, Artois-Lys Romane.

#### Circonscriptions administratives
La commune est rattachée au canton de Douvrin. Avant le redécoupage cantonal de 2014, elle était rattachée au canton de Cambrin, depuis 1801.

#### Circonscriptions électorales
Pour l'élection des députés, la commune fait partie de la douzième circonscription du Pas-de-Calais.

### Élections municipales et communautaires

#### Liste des maires
| Période                                  | Période                      | Identité               | Étiquette | Qualité                                                                  |
| ---------------------------------------- | ---------------------------- | ---------------------- | --------- | ------------------------------------------------------------------------ |
| Les données manquantes sont à compléter. |                              |                        |           |                                                                          |
| mars 1977                                | mars 2001                    | Edouard Ratajczak      |           |                                                                          |
| mars 2001                                | En cours (au 9 février 2022) | M. Dominique Delecourt | PS        | Policier Réélu pour le mandat 2014-2020, Réélu pour le mandat 2020-2026, |

## Équipements et services publics

### Enseignement
La commune est située dans l'académie de Lille et dépend, pour les vacances scolaires, de la zone B.
Elle administre, sur un même site, une école maternelle et une école élémentaire.

### Justice, sécurité, secours et défense
La commune dépend du tribunal judiciaire de Béthune, du conseil de prud'hommes de Béthune, de la cour d'appel de Douai, du tribunal de commerce d'Arras, du tribunal administratif de Lille, de la cour administrative d'appel de Douai, du pôle nationalité du tribunal judiciaire de Béthune et du tribunal pour enfants de Béthune.

## Population et société

### Démographie
Les habitants sont appelés les Cuinchynois.

#### Évolution démographique
L'évolution du nombre d'habitants est connue à travers les recensements de la population effectués dans la commune depuis 1793. Pour les communes de moins de 10 000 habitants, une enquête de recensement portant sur toute la population est réalisée tous les cinq ans, les populations de référence des années intermédiaires étant quant à elles estimées par interpolation ou extrapolation. Pour la commune, le premier recensement exhaustif entrant dans le cadre du nouveau dispositif a été réalisé en 2005.

En 2022, la commune comptait 1 784 habitants, en évolution de +2,23 % par rapport à 2016 (Pas-de-Calais : −0,72 %, France hors Mayotte : +2,11 %).
| 1793 | 1800 | 1806 | 1821 | 1831 | 1836 | 1841 | 1846 | 1851 |
| ---- | ---- | ---- | ---- | ---- | ---- | ---- | ---- | ---- |
| 661  | 532  | 532  | 512  | 638  | 696  | 702  | 664  | 676  |

| 1856 | 1861 | 1866 | 1872 | 1876 | 1881 | 1886 | 1891  | 1896  |
| ---- | ---- | ---- | ---- | ---- | ---- | ---- | ----- | ----- |
| 672  | 703  | 748  | 757  | 760  | 828  | 860  | 1 020 | 1 165 |

| 1901  | 1906  | 1911  | 1921  | 1926  | 1931  | 1936  | 1946  | 1954  |
| ----- | ----- | ----- | ----- | ----- | ----- | ----- | ----- | ----- |
| 1 171 | 1 228 | 1 533 | 1 050 | 1 317 | 1 512 | 1 504 | 1 354 | 1 386 |

| 1962  | 1968  | 1975  | 1982  | 1990  | 1999  | 2005  | 2006  | 2010  |
| ----- | ----- | ----- | ----- | ----- | ----- | ----- | ----- | ----- |
| 1 500 | 1 420 | 1 538 | 1 551 | 1 646 | 1 666 | 1 649 | 1 766 | 1 758 |

| 2015  | 2020  | 2022  | - | - | - | - | - | - |
| ----- | ----- | ----- | - | - | - | - | - | - |
| 1 750 | 1 751 | 1 784 | - | - | - | - | - | - |

#### Pyramide des âges
En 2018, le taux de personnes d'un âge inférieur à 30 ans s'élève à 33,6 %, soit en dessous de la moyenne départementale (36,7 %). À l'inverse, le taux de personnes d'âge supérieur à 60 ans est de 26,5 % la même année, alors qu'il est de 24,9 % au niveau départemental.
En 2018, la commune comptait 870 hommes pour 876 femmes, soit un taux de 50,17 % de femmes, légèrement inférieur au taux départemental (51,5 %).
Les pyramides des âges de la commune et du département s'établissent comme suit.
| Hommes | Classe d’âge | Femmes |
| ------ | ------------ | ------ |
| 1,3    | 90 ou +      | 3,6    |
| 6,0    | 75-89 ans    | 8,7    |
| 17,3   | 60-74 ans    | 16,4   |
| 18,7   | 45-59 ans    | 21,0   |
| 20,3   | 30-44 ans    | 19,6   |
| 17,0   | 15-29 ans    | 13,4   |
| 19,4   | 0-14 ans     | 17,4   |

| Hommes | Classe d’âge | Femmes |
| ------ | ------------ | ------ |
| 0,5    | 90 ou +      | 1,6    |
| 5,6    | 75-89 ans    | 8,9    |
| 16,7   | 60-74 ans    | 18,1   |
| 20,2   | 45-59 ans    | 19,2   |
| 18,9   | 30-44 ans    | 18,1   |
| 18,2   | 15-29 ans    | 16,2   |
| 19,9   | 0-14 ans     | 17,9   |

### Sports et loisirs
La commune dispose d'une équipe de football et de volley-ball.

## Culture locale et patrimoine

### Lieux et monuments
- L'église Saint-Pierre de Cuinchy, datant de 1928.
- La grotte Notre-Dame-de-Lourdes et les cinq chapelles-oratoires sont répertoriées sur le territoire de la commune : Notre-Dame-des-Sept-Douleurs, l’Enfant-Jésus-de-Prague, Sainte-Thérèse, l’Immaculée Conception, et Christ-Roi.
- La place Lamendin où se trouve la mairie et le monument aux morts.
- L'écluse de Cuinchy, sur le canal d'Aire.
- Le Woburn Abbey Cemetery et deux sections du cimetière communal de Cuincy (une section 1914-1918 et une section 1940-1945) hébergent des tombes de guerre de la Commonwealth War Graves Commission : Guard's Cemetery, Windy Corner.
- Le monument aux morts inauguré en 1924[47].
- l'ancienne gare.

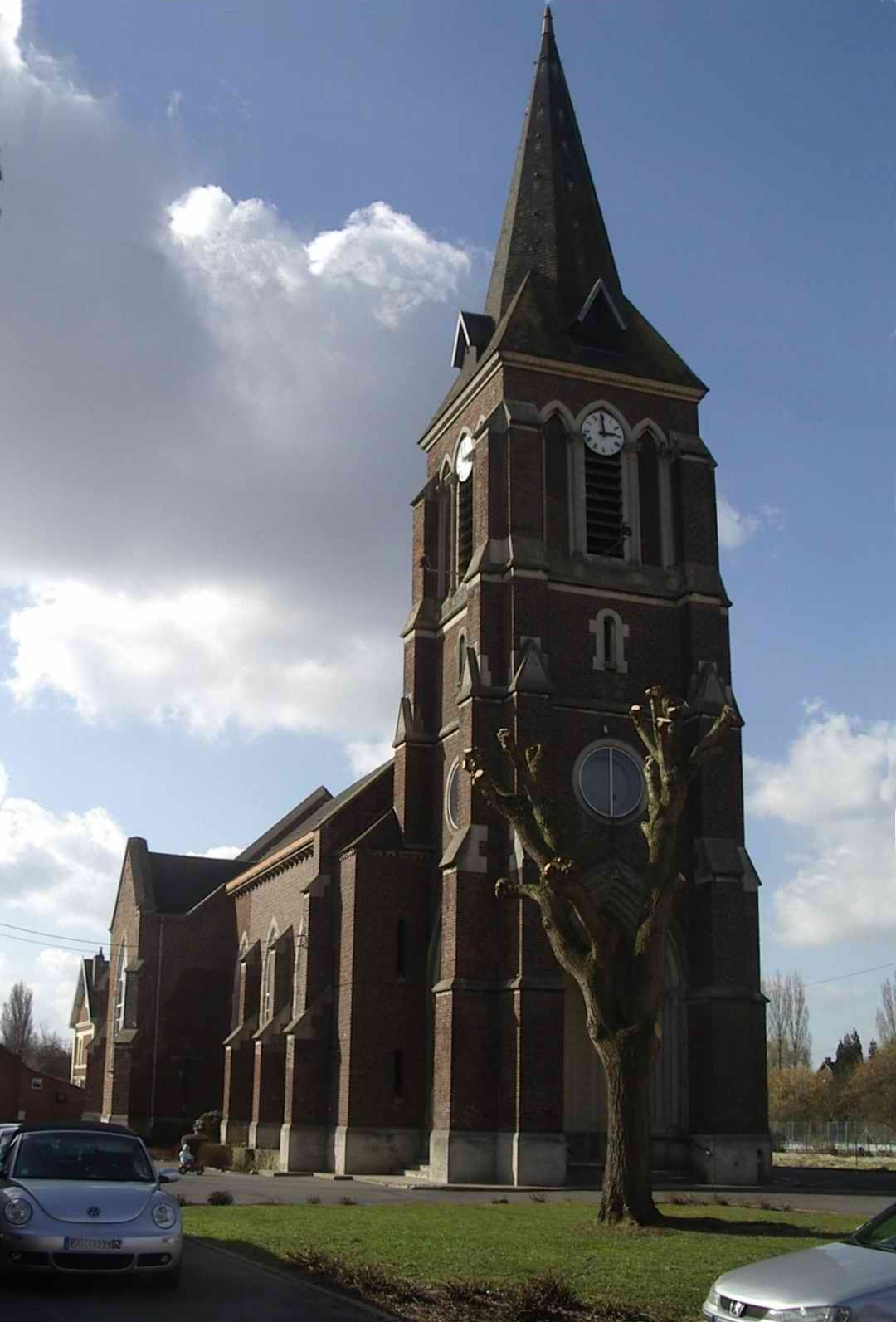
L'église Saint-Pierre.
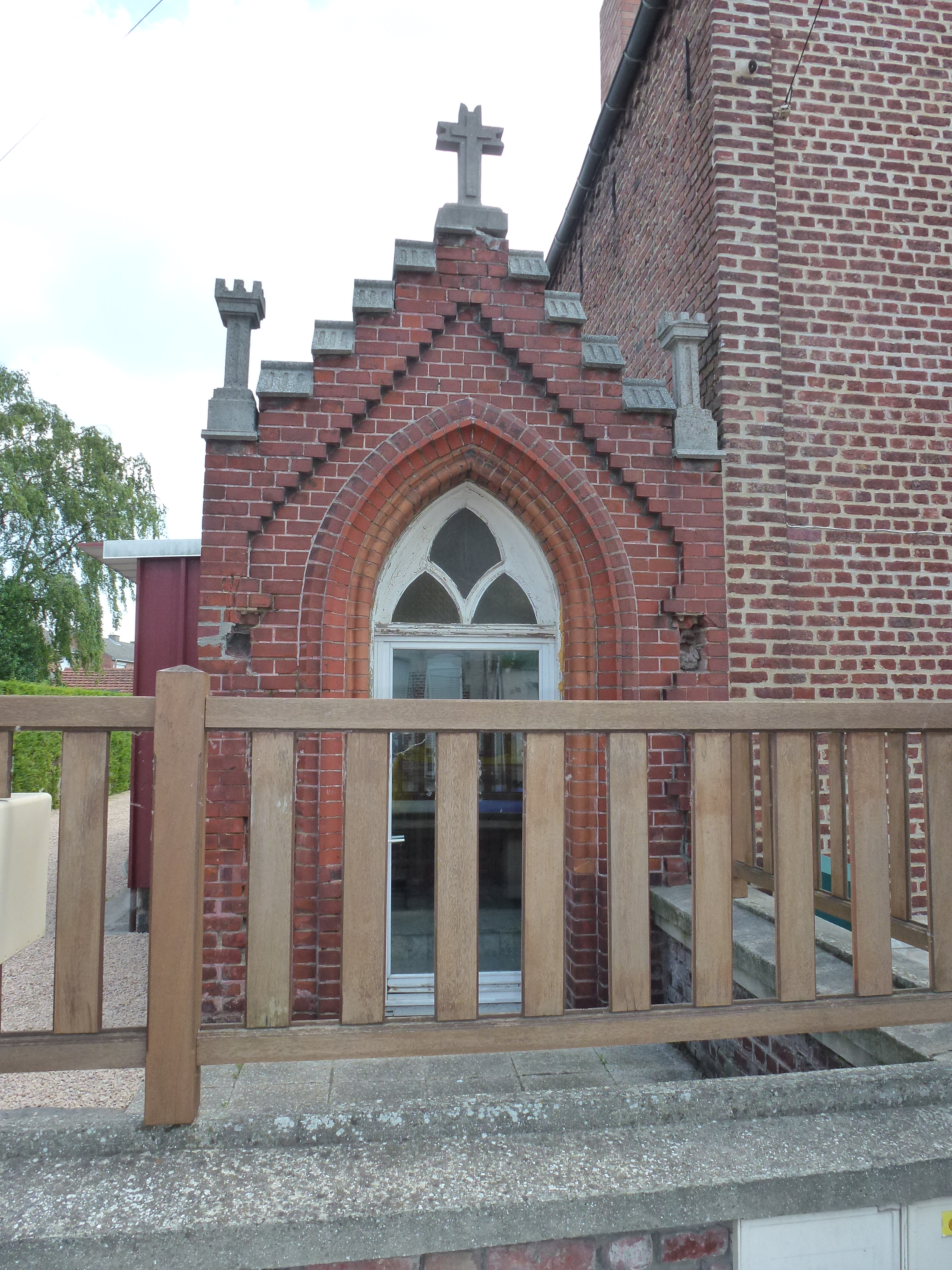
La chapelle de l'Enfant-Jésus-de-Prague.
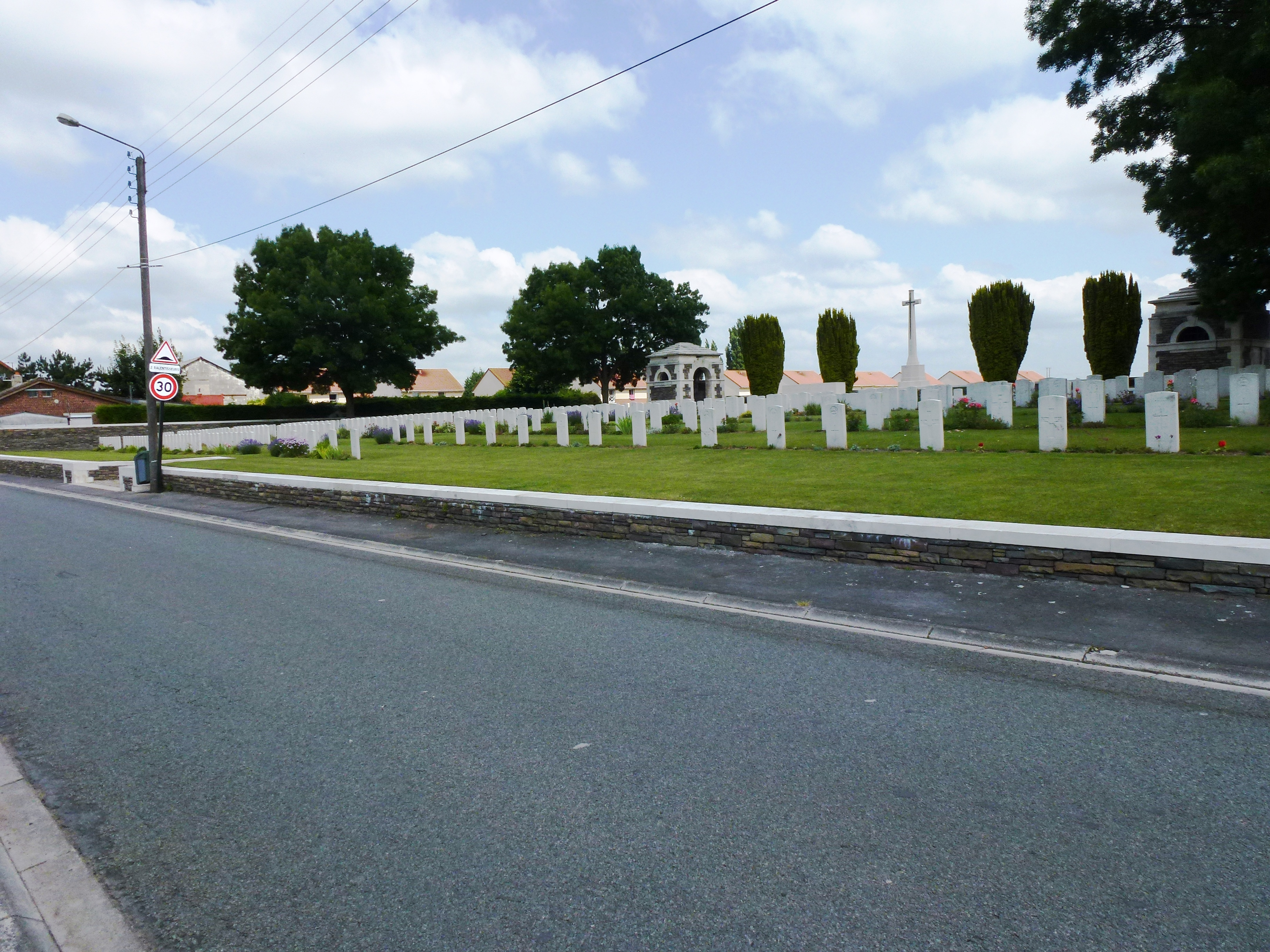
Le Woburn Abbey Cemetery.
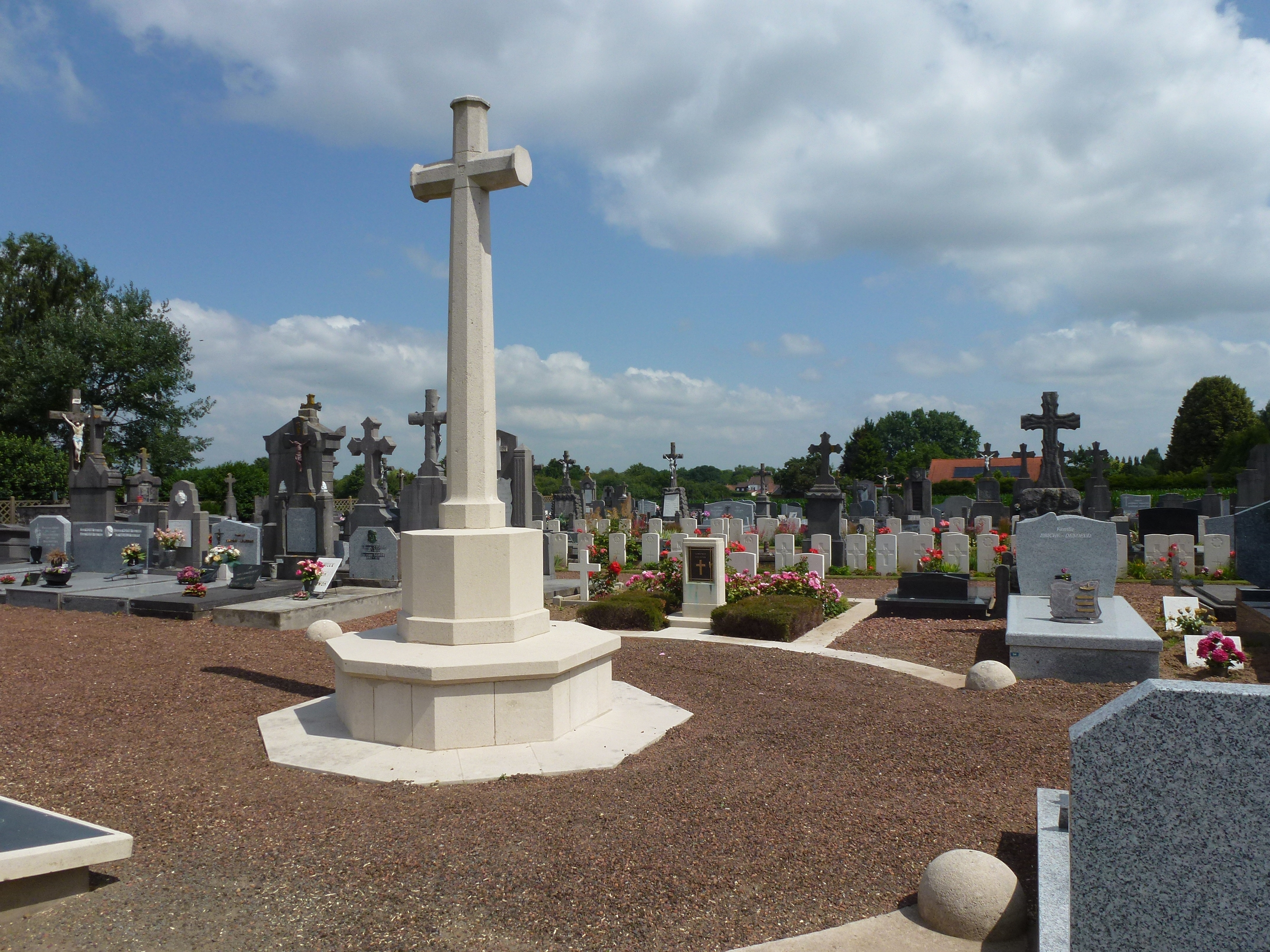
Le cimetière communal, la partie CWGC concernant la Guerre 1914-1918.
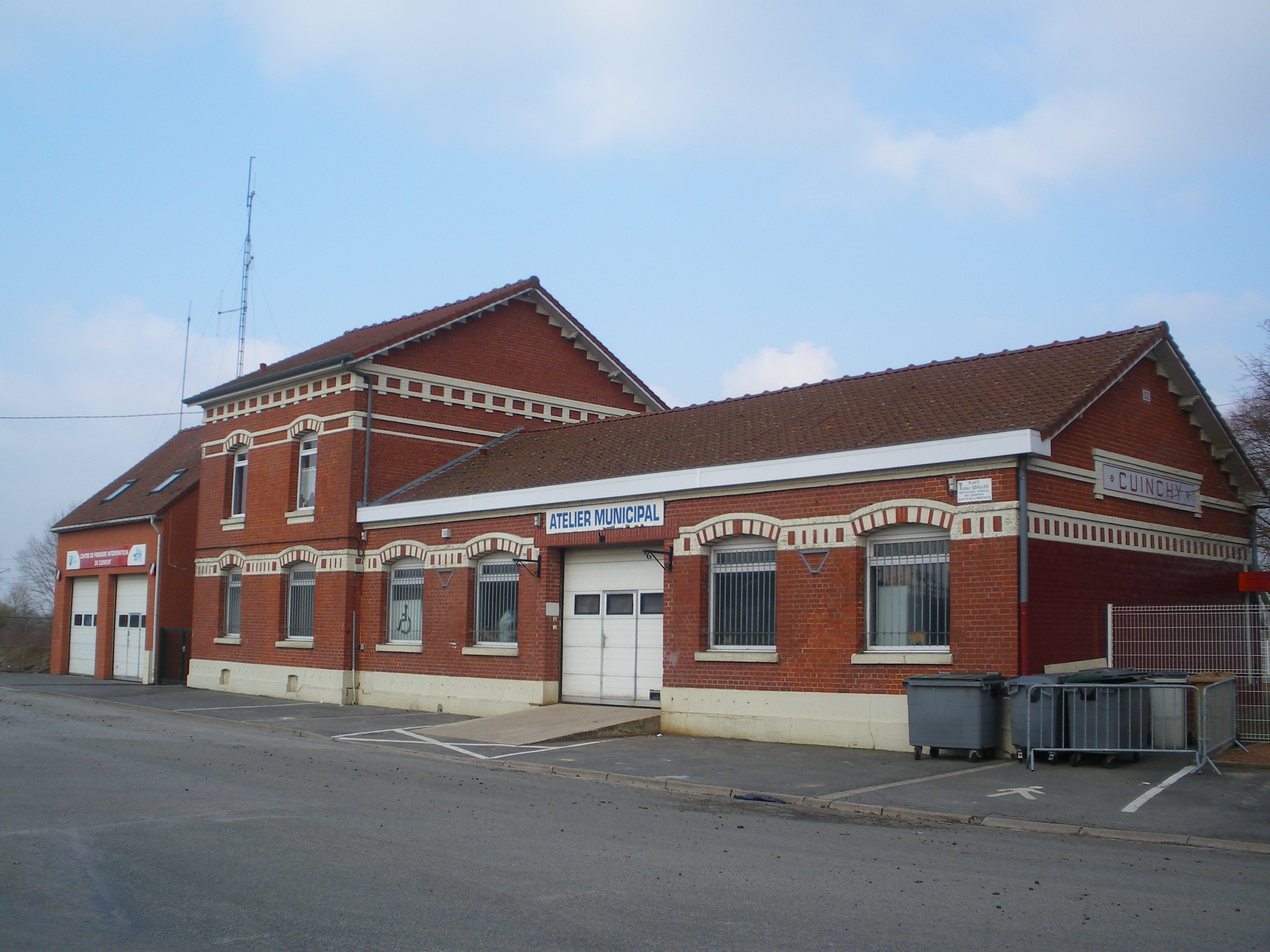
L'ancienne gare.

### Personnalités liées à la commune
- Arthur Lang (en) (1890-1915), joueur de cricket britannique, mort à Cuinchy.
- Michel Darras (1924-1992), homme politique, né à Cuinchy.
- Hervé Lesage (1952-2018), poète et écrivain, mort à Cuinchy.

### Héraldique
| Blason de Cuinchy | Blason  | De gueules à la fasce vivrée d'argent. Ornements extérieursCroix de guerre 1914-1918                                                                              |
| Blason de Cuinchy | Détails | Armes des anciens seigneurs, Baudouin de Cuinchy, seigneur de Cuinchy et Hénin-Liétard en 1244, et Robert de Cunchy, seigneur du lieu Adopté par la municipalité. |

## Pour approfondir

#### Bases de données, dictionnaires et encyclopédies
- Ressources relatives à la géographie :   - Insee (communes)
  - Ldh/EHESS/Cassini
- Ressource relative à plusieurs domaines :   - Annuaire du service public français
- Notices d'autorité :   - BnF (données)